# Linyphia lehmanni
Linyphia lehmanni là một loài nhện trong họ Linyphiidae.
Loài này thuộc chi Linyphia. Linyphia lehmanni được Eugène Simon miêu tả năm 1903.